# 猿丸雅之
猿丸 雅之（さるまる まさゆき、1951年6月26日 - ）は、日本の実業家。兵庫県出身。YKK株式会社代表取締役会長・元代表取締役副会長・代表取締役社長。創業家以外の初の同社社長。

## 人物
兵庫県出身。1975年、上智大学外国語学部英語学科卒業後、同年3月、YKK株式会社に入社。1977年から1994年までの17年間、米国に駐在。帰国後は、新興国市場への進出や海外拠点間のネットワーク構築に従事。その後、同社常務、上席常務、副社長等を経て、2011年に代表取締役社長に就任。創業家以外で初の同社社長就任となった。2017年、同社代表取締役副会長に就任。2018年、同社代表取締役会長に就任。

## 略歴
- 1975年、上智大学外国語学部英語学科卒業後、同年3月、YKK株式会社入社
- 1999年、同社常務ファスニング事業本部ファスナー事業部グローバルマーケティンググループ長
- 2003年、同社上席常務ファスニング事業本部ファスナー事業部長
- 2007年、同社上席常務ファスニング事業本部長
- 2008年、同社副社長ファスニング事業本部長
- 2008年、同社取締役副社長ファスニング事業本部長
- 2011年、同社代表取締役社長
- 2017年、同社代表取締役副会長
- 2018年、同社代表取締役会長